# Burgonyaszirom

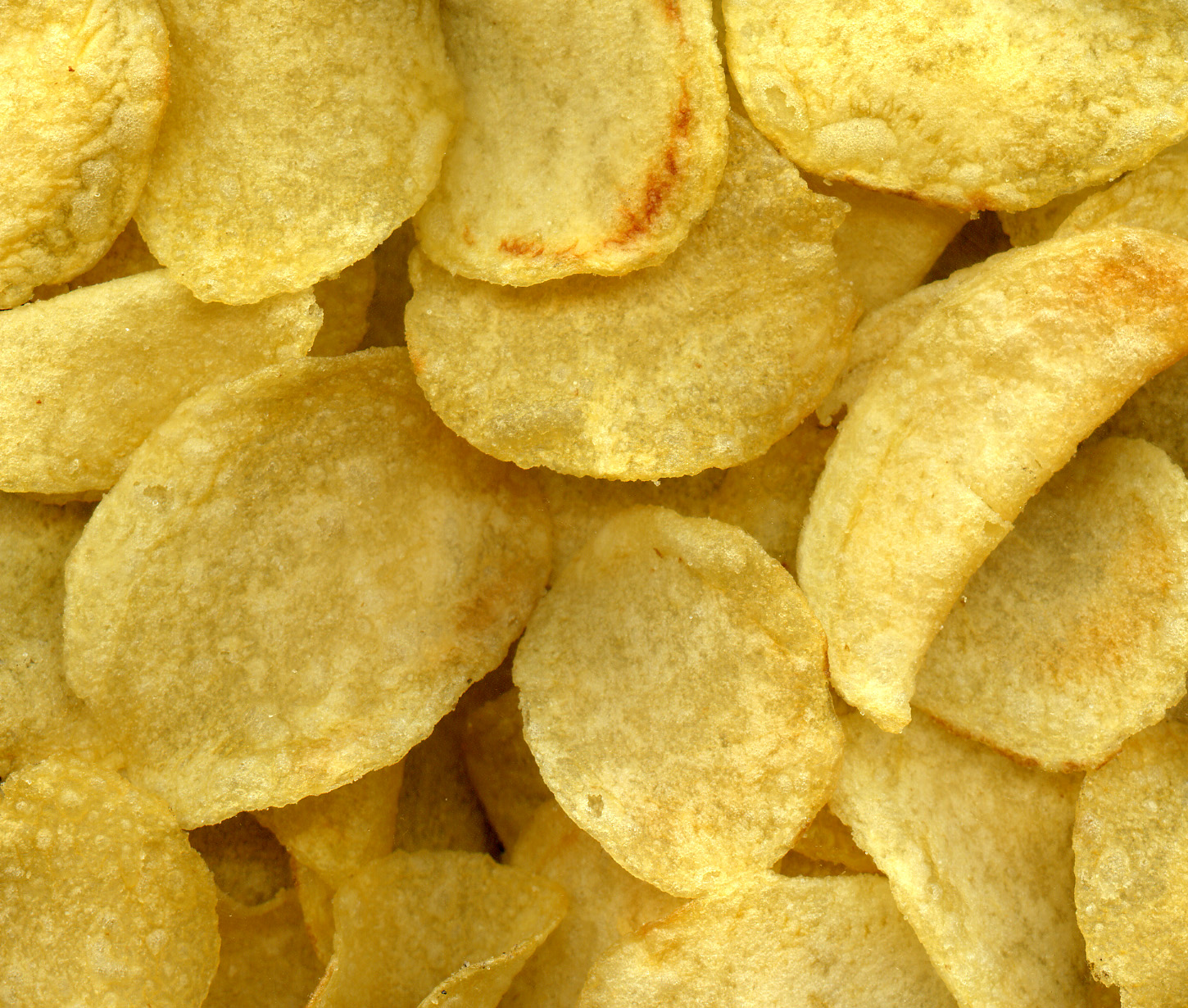
Burgonyaszirmok

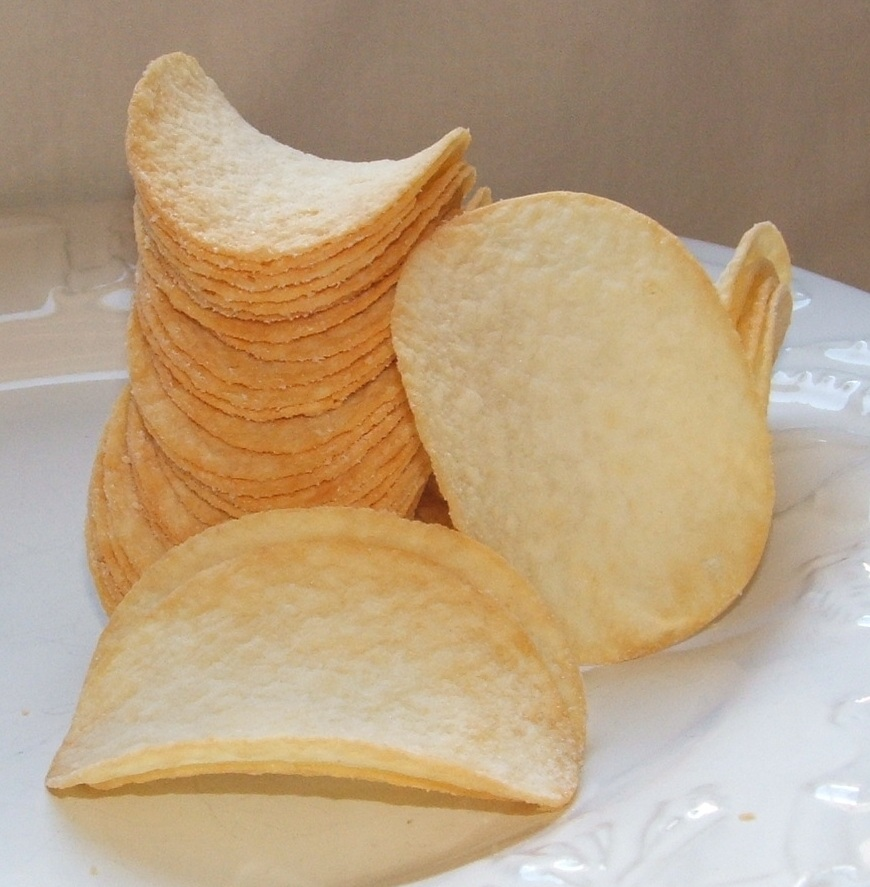
„Pringles” chips

A burgonyaszirom növényi olajban ropogósra kisütött vékony burgonyaszeletek. Általában sózva, esetleg különféle fűszerekkel ízesítve hozzák forgalomba. Gyakran főétkezések közt, nassolnivalóként fogyasztják.
Gyakran hívják magyarul is az amerikai angol potato chips elnevezésből eredően chips (ejtsd: csipsz) néven.

## Története
Mendemonda szerint a világszerte elterjedt rágcsálnivalót 1858-ban állították elő első alkalommal a New York állambeli Saratoga Springs-ben. A híres vasútmilliomos, Cornelius Vanderbilt éppen vacsorájához kezdett az egyik helyi étteremben, amikor a körítésként feltálalt burgonyát túlságosan vastagnak találta.
A pincér máris hozta a vékonyabb, ropogósabb falatokat. Csakhogy Vanderbiltnek ez sem ízlett. Végül a főszakács, George Crum – megleckéztetésként – maga sütötte meg olyan vékonyra és ropogósra a burgonyát, amilyet addig még soha senki nem készített. Ekkor az előkelő vendég ahelyett, hogy felháborodott volna, jóízűen elfogyasztotta a világ első burgonyaszirmát. Azután rendelt még belőle.
Rövidesen az extra vékony krumpli lett a ház specialitása. Eleinte minden fogáshoz külön kínálták egy tálkában. Később kis dobozokban árulták, majd gyárakban kezdték készíteni nagy mennyiségben. 1926-ban azután a közkedveltté vált csemegéhez bizonyos Laura Scudder zsírpapírból zacskót gyártatott, amit forró vasalóval zárt le.
A chips történetéhez tartozik, hogy eleinte külön nem ízesítették, csupán egy kis zacskónyi sót mellékeltek hozzá. Az ízesített változatok csak 1954-ben jelentek meg, melyeket Joe Murphy ír chips-gyáros dobott piacra. A Murphy által kitalált első ízek közé tartozott a sós-ecetes és a sajtos-hagymás, melyek ma is népszerűnek számítanak.
Az európai kontinensen a második világháború után jelent meg a chips, az amerikai katonák hozták magukkal.
Magyarországra jókora késéssel, a kilencvenes évek legelején érkezett meg az amerikai csemege. Az ország egyetlen chips-gyára Zircen működik, mivel a hűvös és csapadékos Bakonyban kedvezőek a burgonyatermesztés feltételei. Egy kilogramm burgonyaszirom előállításához 3,5 kg burgonyára van szükség, mivel a sütés során szinte az összes nedvesség távozik a burgonyaszeletekből.

## Házi előállítása

Chipskészítés otthon
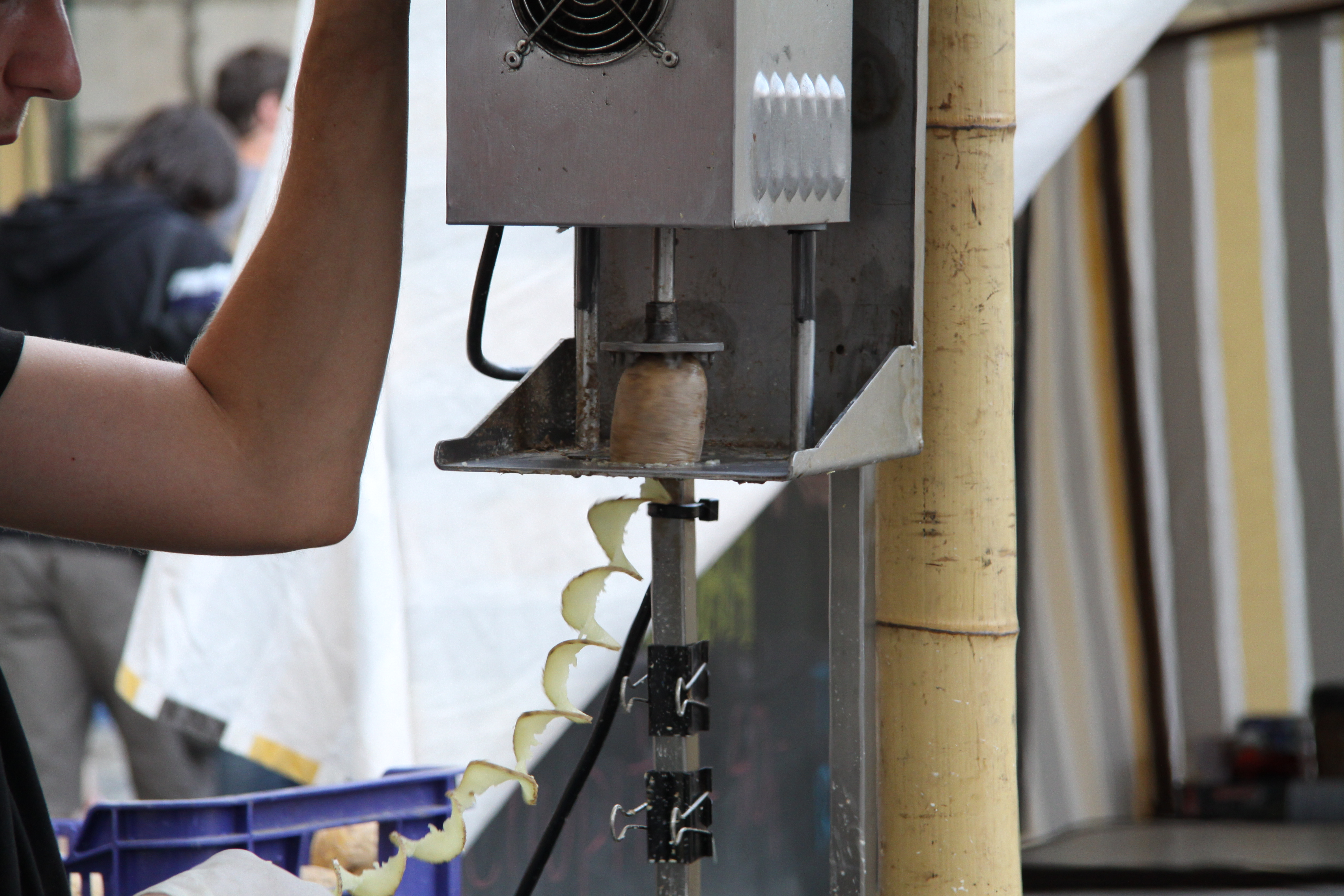
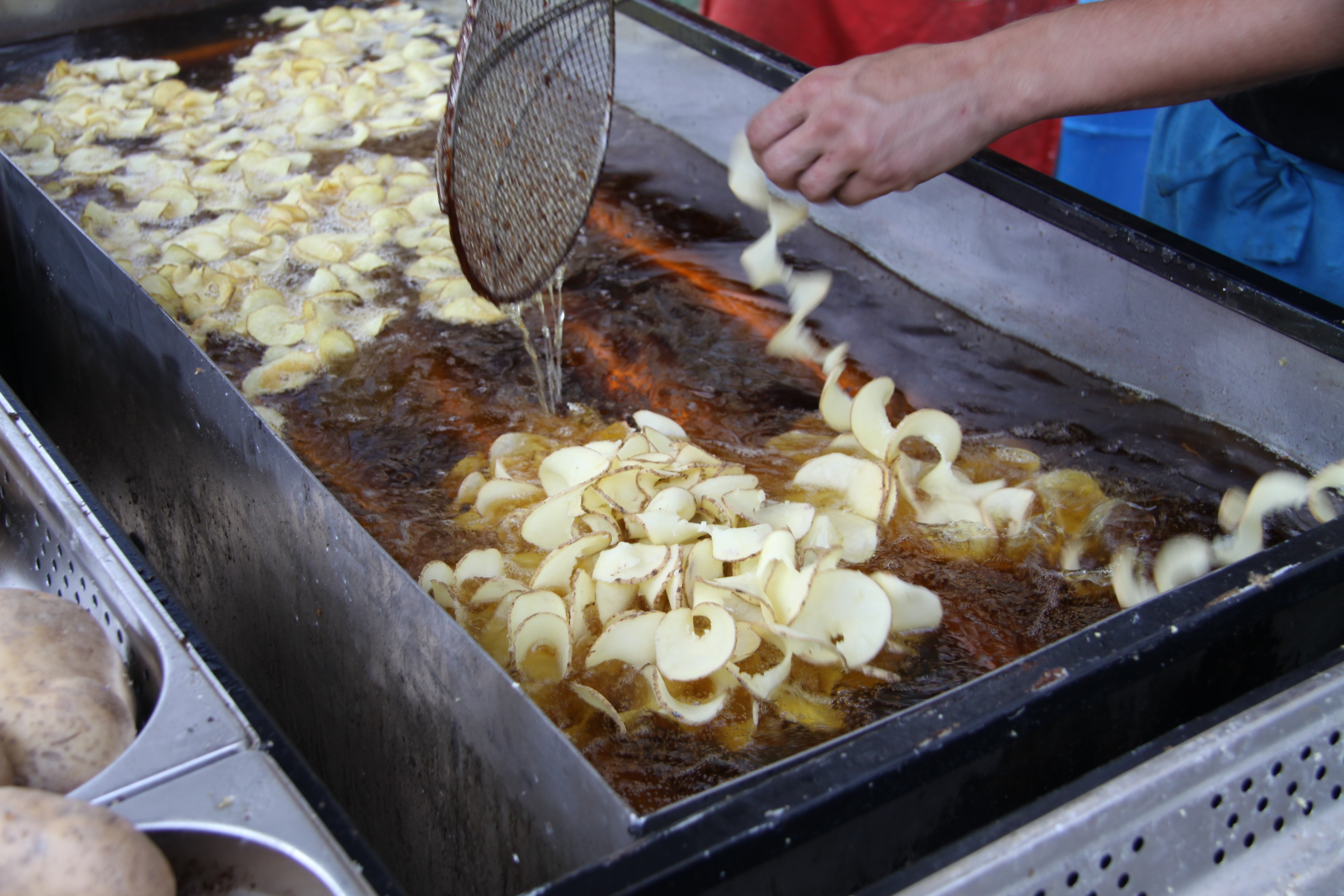
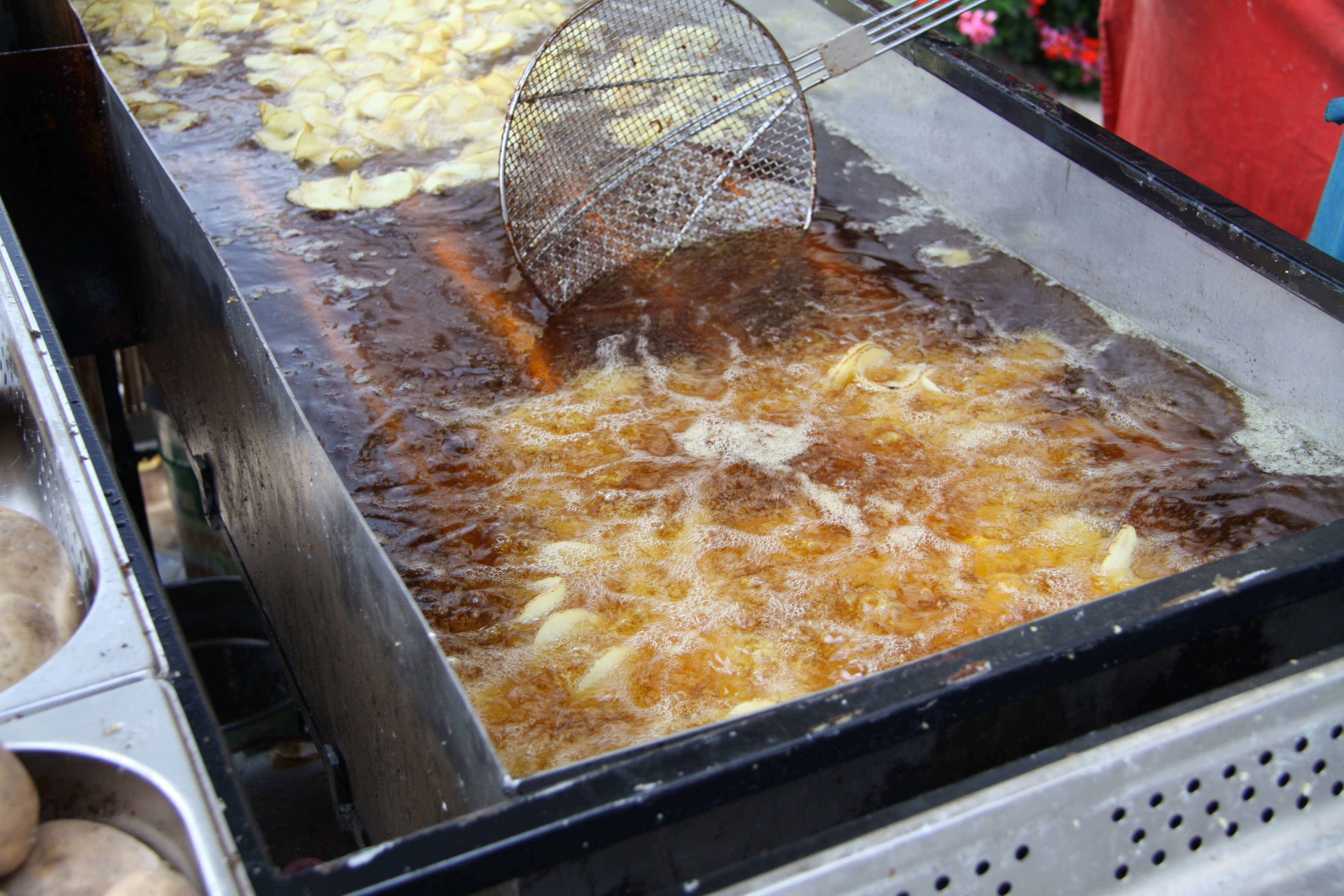
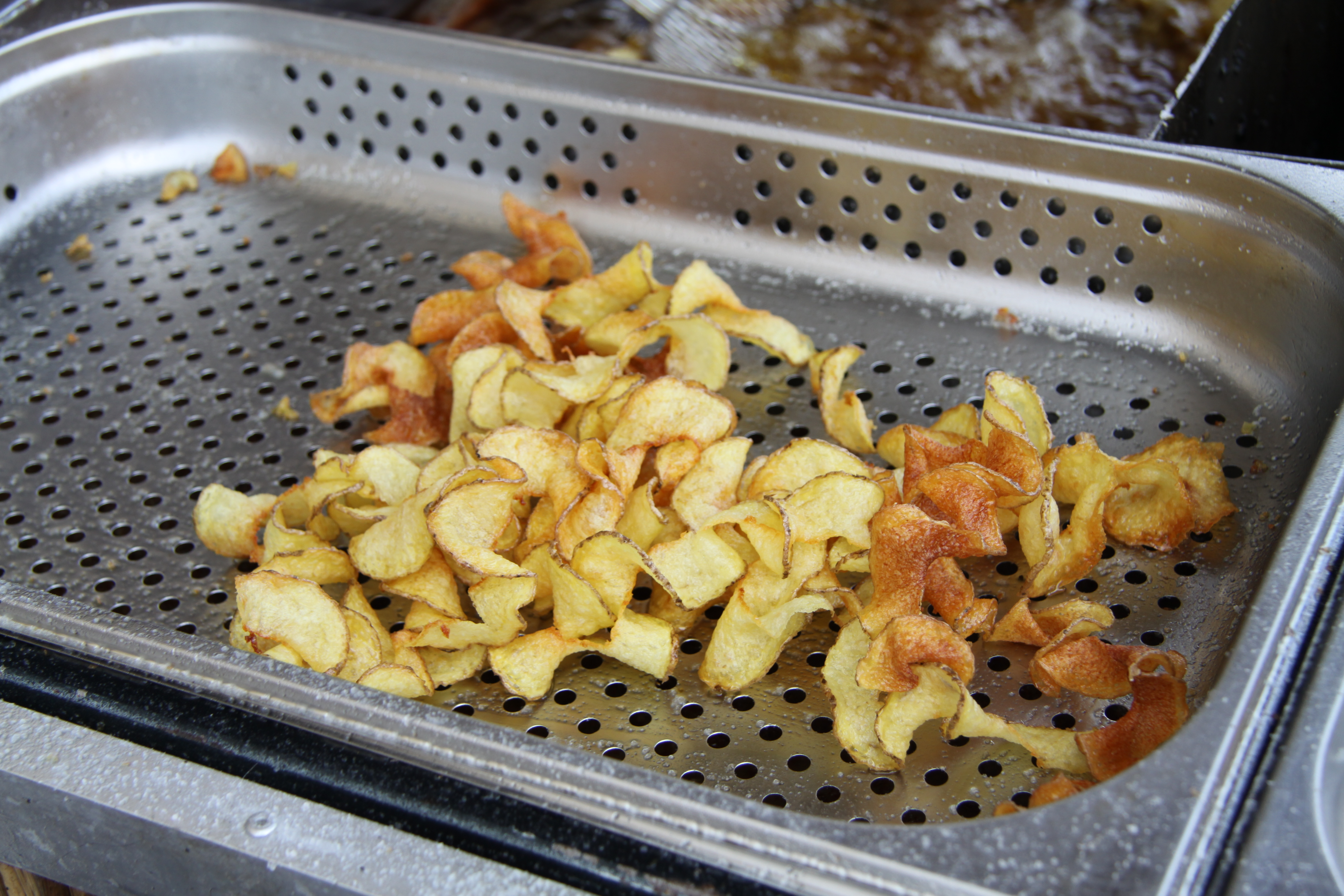

## Érdekesség
Chips készülhet burgonyán kívül pl. kukoricából (tortillachips), banánból (banánchips), de egyéb gyökérzöldségekből is!